# Годзяцький Олексій Костянтинович
Годзяцький Олексій Костянтинович (24.03.1904, Велика Жмеринка — 9.04.1979, Київ) — композитор, регент. Батько В. Годзяцького.

## З життєпису
Походив зі священицької родини. Закінчив Жмеринську гімназію (1921).

Два роки працював у хорі Вінницького музично-драматичного театру.

Навчався у Київській консерваторії на вокальному факультеті (клас Михайла Енгель-Крона). Екстерном закінчив і диригентський (1939). Диригував аматорськими хорами, викладав музику в школах.
- 1941 — другий диригент капели «Думка»;
- 1942 — регент хорової капели в Кременчуці;
- 1944—1952 — регент київських церков. Його духовні твори виконувались в Західній Україні, Канаді і США.